# Blue Bird K4

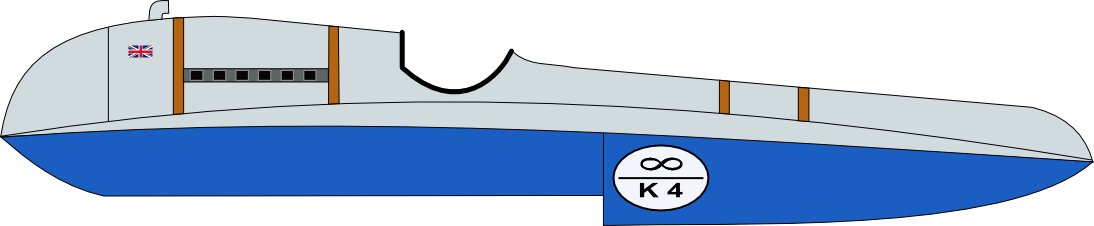
Un dibujo del Blue Bird K4

El Blue Bird K4 fue una lancha motora de tipo hidroplano encargada en 1939 por Sir Malcolm Campbell para competir con los estadounidenses en la lucha por el récord mundial de velocidad náutico.
El nombre K4 se derivó de la categoría ilimitada que de acuerdo con su potencia se le asignó en el registro de la aseguradora de buques Lloyd's. Este nombre figuraba en una destacada insignia circular situada en la parte delantera del casco.

## Historia

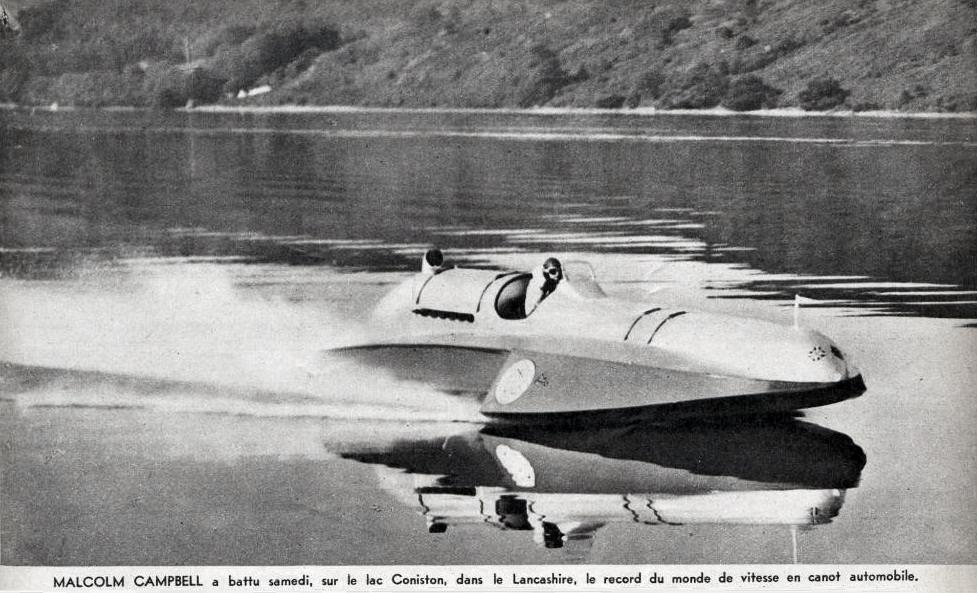
Malcolm Campbell, el 19 de agosto de 1939, con el Blue Bird K4 de 1750 CV, tras batir el récord de velocidad mundial náutico en Coniston Water

El K4 fue construido por Vosper & Company para sustituir al Blue Bird K3, que había batido tres veces el récord mundial de velocidad náutico con Malcolm Campbell antes de que se construyera el K4. También utilizó el mismo motor Rolls-Royce R. Era un hidroplano de tres puntos de apoyo. Las lanchas motoras convencionales, como Miss England o el Blue Bird K3, tenían una sola quilla, con un abultamiento en la carena proyectándose desde la parte inferior del casco. A partir de cierta velocidad, la fuerza ejercida por el agua sobre la carena es suficiente para levantar el casco hacia arriba, reduciendo el área de superficie mojada y, por lo tanto, también la resistencia de fricción.
Un casco con tres puntos de apoyo tiene dos flotadores claramente separados instalados en la parte delantera y un tercer punto de contacto con el agua en la parte trasera del casco. Cuando la embarcación aumenta de velocidad, la mayoría del casco se levanta fuera del agua y comienza a planear contactando con el agua solo en tres puntos. Estos puntos, que son incluso más pequeños en área que la superficie de planeo de un hidroplano monocasco, ofrecen una menor resistencia. Con un amplio espacio entre los puntos de apoyo delanteros, los cascos de tres puntos de apoyo son menos susceptibles a la inestabilidad causada por pequeñas perturbaciones que un monocasco.
Sin embargo, si el casco se eleva más allá de su margen de seguridad, las fuerzas "aerodinámicas" (no las fuerzas hidrodinámicas del agua) actuando sobre el área delantera del casco causarán que la embarcación capote hacia arriba, lo que provocará una vuelta de campana y el choque consiguiente. Esto es lo que le sucedió al Slo-mo-shun y posiblemente al Bluebird K7.
El K4 estableció un récord mundial de velocidad náutico el 19 de agosto de 1939 en Coniston Water, Lancashire, a 141.740 mph (228.108 km/h, o 123.168 nudos).

## Pruebas con motores a reacción
Después de la Segunda Guerra Mundial, Sir Malcolm rediseñó sin éxito el K4  con un motor turborreactor de Havilland Goblin, con el que no pudo obtener ningún récord. El nuevo diseño se ganó el apodo The Coniston Slipper (La Pantufla de Coniston, por el parecido de su forma con el de una zapatilla de andar por casa).

## Donald Campbell
Donald Campbell (el hijo de Malcolm) no había intentado batir el récord previamente, pero después de la muerte de Sir Malcolm a fines de 1948, la amenaza de un desafío estadounidense a su récord de velocidad en el agua lo impulsó a defenderlo. Bajo los términos de su testamento, las propiedades de Sir Malcolm (incluidos los vehículos que batieron récords), fueron subastadas y Donald se vio obligado a recomprarlas. El K4 fue luego rediseñado con uno de los motores Rolls-Royce R anteriores.
El barco fue probado por Donald Campbell pero se consideró demasiado lento, por lo que después de otra reconstrucción de la superestructura y finalmente un fallo estructural en 1951, fue reemplazado por el K7 de propulsión a chorro, en el que Donald murió durante un intento de récord en 1967.
Actualmente, se exhibe una réplica del K4 en el Museo del Motor Lakeland, en Backbarrow.